# Textos das Pirâmides
Os Textos da Pirâmide de Unas, descobertos em 1881 por Gaston Maspero, são os escritos religiosos mais antigos descobertos até hoje. Por apresentarem uma síntese das crenças religiosas do Antigo Egito, eles datam de 4500 anos ou mais, considerando que estas crenças devem ter nascido muito antes de serem transcritas na pedra.
Embora a Pirâmide de Unas seja a menor das pirâmides reais construídas no Antigo Império, ela foi a primeira a trazer em suas paredes internas este conjunto de encantamentos (fórmulas), que ajudariam a alma do faraó em sua jornada para o próximo mundo.
Os textos estão gravados nas colunas, sobre as paredes do corredor, da antecâmara e da passagem que leva à câmara funerária da pirâmide. As paredes que cercam o sarcófago não têm texto e o teto é coberto por estrelas.
Os Textos da Pirâmide de Unas estão dispostos na tumba do Oeste para o Leste, simbolizando a crença que o reino dos mortos ficava no Ocidente - a maioria das necrópoles estão dispostas na margem oeste do Nilo - e o Sol, associado à Ressurreição por reaparecer vivificado após o seu trajeto noturno, ressurge sempre no Oriente.
Estes textos foram retomados pelos soberanos seguintes e, posteriormente, pelas rainhas no fim do Antigo Império. Algumas fórmulas foram utilizadas também nos Textos dos Sarcófagos.